# Љубомир Михаиловић
Љубомир Михајловић или Михаиловић (Београд, 14. август 1874 — Београд, 23. јануар 1957) био је српски дипломата. Током рада у Македонији његова главна активност као конзула и дипломате била је национална пропаганда и буђење националне свести.

## Биографија
У Београду је завршио средњу школу и правни факултет, а након тога студирао је право и у Паризу. У дипломатској служби био је од 1889. до 1918. Био је чиновник при посланству у Цариграду. Радио је у конзулату у Скопљу од 1906. до 1907, најпре као вицеконзул, а онда и као конзул. Током његовога боравка у Скопљу долази до сукоба две струје међу српским националним радницима, а радило се о тзв. митрополитској и конзулској струји. Митрополитску струју предводио је скопски владика Вићентије Крџић, који је настојао је да од конзулске струје потпуно преузме руковођење и револуционарном организацијом и школством у Македонији. До тада су српски конзули управљали револуционарном организацијом и просветом. Љубомир Михајловић се показао као неодлучан конзул, односно недовољно добар за конзулску струју, па је премештен из Скопља у Битољ. Конзул у Скопљу био је кратко време (29.6. 1907 – 10.9. 1907). Био је премештен 1907. за конзула у Битољу. Од 1912. до краја 1914. био је отправник послова у Риму. Од 1915. до 1916. био је посланик код краља Николе у Црној Гори, а од 1917. до 1918. био је посланик у САД. Током 1925. био је изабран за народнога посланика.
Његова супруга била је лекар Божана Бартош Михаиловић, а син хемичар и академик Михаило Михаиловић.

## Галерија
- Писмо Богдана Раденковића конзулу у Битољу Михаиловићу у којем се говор о смрти бугарског борца Васила Ајаларског, 11. новембар 1909. године.
- Писмо Михајловића као конзула у Битољу о слању две војне јединице за гушење албанских немира у Дебру, 6. марта 1910. године.
- Писмо Михајловића као конзула у Битољу о слању хришћанских обвезника из Прилепа у Цариград, 6. марта 1910. године.
- Писмо Михајловића као конзула у Битољу да у вилајетима постоји тенденција откупа ратарских површина, посебно од исељеника, 15. март 1910. године.
- Писмо Михајловића као конзула у Битољу о доласку многих добровољаца на Крит, 21. мај 1910. године.
- Српска делегација на источном излазу Беле куће, 1917. На фотографији су: др Сима Лозанић, посланик Љуба Михајловић, Јелена Лозанић, др Миленко Веснић, пуковник Михаило Ненадовић, др Михајло Пупин, генерал Михаило Рашић и капетан Милан Јовичић